# Federación de Sociedades Musicales de la Comunidad Valenciana
La Federación de Sociedades Musicales de la Comunidad Valenciana (FSMCV) es una entidad sin ánimo de lucro que nació en 1968 con el fin de aunar esfuerzos en favor del desarrollo de las bandas de música y del asociacionismo civil.
La Federación de Sociedades Musicales de la Comunidad Valenciana persigue unir a las asociaciones que la integran para promover, difundir y dignificar la afición, enseñanza y práctica de la música, potenciar el asociacionismo y proporcionar a la sociedad civil un medio de desarrollo y articulación cultural.
Las sociedades musicales de la Comunidad Valenciana han sido declaradas Bien de Interés Cultural por el gobierno valenciano y Manifestación Representativa del Patrimonio Cultural Inmaterial por el gobierno español en mayo de 2021.
Desde su fundación hasta la actualidad han pasado por su presidencia Antonio Andrés Juan (1968-1973), Vicente Ruiz Monrabal (1973-1976), Enrique Carpi Amaniment (1976-83), Ángel Asunción Rubio (1983-1998), Vicente Escrig Peris (2002-2006), José Francisco Almería Serrano (2006-2014), Pedro Rodríguez Navarro (2014-2019) y Daniela González Almansa.
Cada año tiene lugar una asamblea general a la que asisten todas las sociedades musicales federadas. La primera Asamblea General ordinaria se celebró en el Salón del Conservatorio de Música de Valencia en 1969.
La FSMCV otorga los Premios Euterpe Ángel Asunción que han logrado su edición número veinticuatro homenajeando a las personas y entidades que mejor representan los valores de las sociedades musicales valencianas.